# Oscar Dessomville
Oscar Charles Dessomville, né le 19 août 1876 et décédé le 30 août 1938 dans la même ville, est un rameur belge.

## Biographie
Oscar est membre du Royal Rowing Club de Gand avec lequel il a participé aux Jeux olympiques de 1900 à Paris et aux Jeux olympiques de 1908 à Londres. Il représente ainsi la Belgique pour ces Jeux pour lesquels il remporte l'argent, en 1900 (26 août) et 1908 (31 juillet), pour l'épreuve du huit de pointe avec barreur, pour les deux Jeux, en aviron en établissant un temps de 6 min 13 s 8 en 1900.
En plus des Jeux olympiques, il remporte trois médailles d'or en 1906, 1907 et 1909 pour la Grande Challenge Cup à la Régate de Henley.
Il participe également aux Championnats d'Europe d'aviron :
| Date | Lieu       | Épreuve             | Résultat           |
| ---- | ---------- | ------------------- | ------------------ |
| 1900 | Paris      | Paire avec barreur  | Médaille d'argent  |
| 1900 | Paris      | Quatre avec barreur | Médaille d'or      |
| 1900 | Paris      | Huit                | Médaille d'or      |
| 1901 | Zurich     | Huit                | Médaille d'or      |
| 1902 | Strasbourg | Paire avec barreur  | Médaille d'or      |
| 1902 | Strasbourg | Quatre avec barreur | Médaille de bronze |
| 1902 | Strasbourg | Huit                | Médaille d'or      |
| 1906 | Pallanza   | Huit                | Médaille d'or      |
| 1907 | Strasbourg | Huit                | Médaille d'or      |
| 1908 | Lucerne    | Quatre avec barreur | Médaille d'argent  |
| 1908 | Lucerne    | Huit                | Médaille d'or      |
| 1909 | Paris      | Quatre avec barreur | Médaille d'argent  |